# Бонкимчондро Чоттопаддхай
Банким Чандра Чоттопаддха́й (бенг. বঙ্কিমচন্দ্র চট্টোপাধ্যায়; 27 июня 1838, Кантальпара — 8 апреля 1894, Калькутта) — индийский писатель второй половины XIX века, основоположник индийского исторического романа, деятель «Бенгальского Возрождения». Общественно-политические взгляды Банким Чандра оказали существенное влияние на деятелей индийского национально-освободительного движения.

## Происхождение и карьера
Банким Чандра происходил из бенгальской брахманской семьи. Его отец занимал должность заместителя коллектора в Мидинипуре. После окончания обучения в калькуттском университете, Банким Чандра также поступил на гражданскую службу и стал заместителем коллектора в Джессоре. Он занимал эту должность до 1891 года.

## Литературная деятельность
Первые литературные опыты Банкима Чандры относятся к началу 1860-х гг. Большое влияние на него оказало предшествующее поколение бенгальских писателей (напр. Ишвар Чандра Гупта). Вместе с тем, Банким Чандра был отлично знаком с английской литературой — современники называли его «индийским Вальтером Скоттом». Действительно, писатель более всего известен благодаря своим историческим романам — «Дочь коменданта крепости» (1865), «Радж Сингх» (1882), «Обитель Радости» (1882) и т. д. В большинстве исторических произведений Банкима Чандры рассказывается о борьбе индусов (раджпутских князей, бенгальских повстанцев XVIII века) против иноземных захватчиков. Исторические романы Банкимы Чандры во многом способствовали формированию общеиндийского патриотизма. Песня «Банде Матарам» («Приветствую тебя, Родина-Мать» — из романа «Обитель Радости») стала гимном движения свадеши в 1905—1908 гг. Однако, патриотизм Банкима Чандры носит несколько антимусульманский характер. Банкиму Чандре также принадлежит ряд социально-бытовых романов — «Ядовитое дерево», «Жена Раджа Мохана», «Завещание Кришно Канто». В 1870-х писатель издавал литературный журнал «Бангадаршан» (в 1901 журнал был возрождён Рабиндранатом Тагором). Также Банким Чандра известен как автор религиозно-философских произведений, в том числе комментария к «Бхагавад-гите».